# Eisenbahn-Brigade

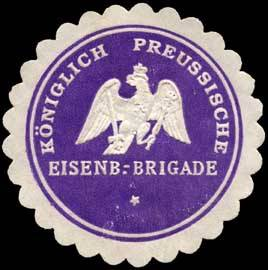
Siegelmarke der Königlich-Preußischen Eisenbahn-Brigade

Die Eisenbahn-Brigade war eine Brigade der Preußischen Armee. 1913 wurde eine 2. Eisenbahn-Brigade eingerichtet und die ursprüngliche Eisenbahn-Brigade in die 1. Eisenbahn-Brigade umbenannt. Die Unterstellung der beiden Brigaden erfolgte unter die neu eingerichtete Inspektion der Eisenbahntruppen in Berlin.

## Geschichte der Eisenbahn-Brigade
Ende Februar 1890 gab es für den Etat 1890/91 eine Formationsänderung und das bisherige Eisenbahn-Regiment wurde in eine Eisenbahn-Brigade, bestehend aus zwei Eisenbahn-Regimentern, überführt. Aus dem I. und II. Bataillon des ursprünglichen Eisenbahn-Regiments wurde das Eisenbahn-Regiment 1 und aus dem III. und IV. Bataillon das neu aufgestellte Eisenbahn-Regiment 2 gebildet. Die Luftschiffer-Abteilung kam zum Eisenbahn-Regiment 1. Die Unterstellung blieb im Vergleich zum ursprünglichen Eisenbahn-Regiment unverändert unter dem Chef des Generalstabs der Armee bzw. unter das Gardekorps. Standort der Eisenbahn-Brigade war Berlin. Stiftungstag war der 20. Februar 1890, wobei ab dem 1. April 1890 die Brigade bestand.
Das Eisenbahn-Regiment Nr. 1 war 1890 aus den 1. Oktober 1871 aufgestellten Eisenbahn-Bataillon gebildet worden.  Westlich der Bahnstrecke der Anhalter Eisenbahn wurden nach dem Deutsch-Französischen Krieg von 1870/1871 auf dem Tempelhofer Feld in Berlin eine Kaserne und ein Verladebahnhof für das neu aufgestellte Eisenbahn-Bataillon errichtet, das hier auch einen Übungsplatz erhielt. Parallel zur Bahnstrecke Berlin–Dresden der Berlin-Dresdener Eisenbahn-Gesellschaft wurde bis 1875 eine Militär-Eisenbahn nach Zossen gebaut, die später bis Jüterbog verlängert wurde. Bald entstanden auch östlich der Bahn ausgedehnte Kasernenanlagen für das Eisenbahn-Regiment, welches 1890 zur Eisenbahn-Brigade aufgestockt wurde und 1893 um das 3. Regiment erweitert wurde. Schon 1885 war hier die ein Jahr zuvor gegründete Luftschiffer-Abteilung untergebracht worden. 1895–1898 kamen die Dienstgebäude der Landwehrinspektion hinzu. Das Eisenbahn-Regiment Nr. 2 wurde gemeinsam mit der Eisenbahn-Brigade Ende Februar 1890 aufgestellt.
Die Militär-Eisenbahn, die von der Eisenbahn-Brigade betrieben wurde, um die Truppenübungsplätze Berlin (Tempelhofer Feld) und Kummersdorf sowie Jüterbog zu verbinden, wurde der Eisenbahn-Brigade unterstellt, wobei der Direktor der Militär-Eisenbahn in Personalunion der Kommandeur des Eisenbahn-Regiments 2 war. Die Eisenbahn-Brigade erhielt auch eine Versuchsabteilung. Mitte 1892 wurde ein Eisenbahn-Regiment Nr. 3. aufgestellt, wobei für die Aufstellung Teile der beiden existierenden Eisenbahn-Regimenter herangezogen wurden. Zum 30. März 1895 wurde eine Depot-Verwaltung eingerichtet.
U. a. wurde Anfang 1896 durch das Eisenbahn-Regiment Nr. 1 die Feldbahn Brotterode–Wernshausen errichtet.
Später wechselte die Unterstellung unter die General-Inspektion des Militär-Verkehrswesens.
Gliederung 1911:
- Eisenbahn-Regiment Nr. 1 (Berlin)
- Eisenbahn-Regiment Nr. 2 (Berlin)
- Eisenbahn-Regiment Nr. 3 (ab 1. Oktober 1910 in Hanau)
- Militär-Eisenbahn mit Betriebsabteilung und Verkehrsamt
- Depot-Verwaltung (Berlin)
- Depot-Verwaltung (Hanau)

## Geschichte der 1. Eisenbahn-Brigade
1913 wurde eine 2. Eisenbahn-Brigade eingerichtet und die ursprüngliche Eisenbahn-Brigade in die 1. Eisenbahn-Brigade umbenannt. Standort blieb Berlin. Das Eisenbahn-Regiment Nr. 1 und das Eisenbahn-Regiment Nr. 4 mit jeweils zwei Bataillonen wurde der Brigade unterstellt. Ebenso erfolgte die Zuteilung der Depot-Verwaltung Berlin und die Militär-Eisenbahn.

## Geschichte der 2. Eisenbahn-Brigade
Die Aufstellung der Brigade erfolgte 1912/13 durch den Generalleutnant Alfred von Lyncker. Ihr Standort war Hanau. Das Eisenbahn-Regiment Nr. 2 und das Eisenbahn-Regiment Nr. 3 mit jeweils zwei Bataillonen wurde der Brigade unterstellt. Ebenso erfolgte die Zuteilung der Depot-Verwaltung Hanau und das Feldbahn-Depot Metz.

## Kommandeure (Auswahl)
- Oberst/Generalmajor Ernst von Knappe: von der Einrichtung bis Januar 1895, vorher Kommandeur des Eisenbahnregiments
- Generalleutnant Nonus von Rössing: von 1895 bis 1899 (†)
- Oberst/Generalmajor/Generalleutnant Conrad von Schubert: von 1899 bis Dezember 1902
- Generalmajor/Generalleutnant Eduard Zachariae: ab Januar 1903, vorher Inspekteur der Telegraphentruppen
- unbekannt
- Generalmajor Curt Laube: vom 22. April 1911 bis zur Umgliederung, dann Kommandeur der 1. Eisenbahn-Brigade

## Kommandeure der 1. Eisenbahn-Brigade (Auswahl)
- Generalmajor Curt Laube: von der Einrichtung an
- Generalmajor Hans Walter: von 1913 bis Mai 1914, vorher Kommandeur des Eisenbahn-Regiments Nr. 3
- Generalmajor Theodor Stengel

## Kommandeure der 2. Eisenbahn-Brigade (Auswahl)
- Generalmajor Hugo Schmiedecke: von der Einrichtung an

## Lokomotiven (Auswahl)
- Henschel HF 1214 (1917): an Depot-Verwaltung der 1. Eisenbahn-Brigade
- O&K 8632 (Brigadelok 1918): 12. August 1918 geliefert an Depot-Verwaltung der 1. Eisenbahn-Brigade, Berlin-Schöneberg, für Rehagen-Klausdorf